# Wangdu Gyatotsang
Pour les articles homonymes, voir Wangdu.
Wangdu Gyato-tsang, parfois appelé Gyatso Wangdu, Gyato Wangdu, ou Wangdu, né en 1930 et mort en août 1974, neveu de Gompo Tashi Andrugtsang est un résistant tibétain.  

## Biographie
Wangdu Gyato-tsang était membre du Chushi Gangdruk fondé par Gonpo Tashi Andrugtsang, une organisation de la guérilla est-tibétaine. Gyatotsang a été formé par la CIA vers 1957. Il a été envoyé à Mustang, au Népal, en tant que successeur de Baba Gen Yeshe, commandant corrompu de la guérilla tibétaine. 
Avant même son couronnement, le roi du Népal Birendra sous pression de la Chine convoque à plusieurs reprises Wangdu pour des pourparlers de paix, mais, malgré les difficultés croissantes rencontrées par la guérilla, Wangdu refusa de capituler. 
Wangdu accepta finalement de rendre les armes à la condition que Lhamo Tsering condamné à la prison à vie au Népal soit libéré. Cependant, ce dernier ne fut pas libéré.  
Gyatotsang est mort en 1974 après avoir été pris en embuscade et tué par l'armée népalaise au col de Tinker dans le district de Darchula.